# Мелле (Бельгия)
Мелле (нидерл. Melle) — бельгийская коммуна, расположенная во Фламандском регионе (провинция Восточная Фландрия). В 6 км к юго-востоку от Гента, на 44 км северо-западнее Брюсселя.
Население — 10 873 чел. (1 января 2011). Площадь — 15,21 км².
Ближайшие автодороги — A10/E 40. Имеется железнодорожный вокзал.

## Известные уроженцы
- Дешам, Адольф (1807—1875) — бельгийский политик, католический государственный деятель, издатель, писатель.
- Дешам, Виктор-Огюст-Изидор (1810—1883) — бельгийский кардинал.